# المنطقة الحرة العامة بالإسكندرية
المنطقة الحرة العامة بالإسكندرية( بالإنجليزية : Alexandria Public Free Zone) هي منطقة حرة تابعة للهيئة العامة للاستثمار والمناطق الحرة، تقع في منطقة الكافوري بحي أول العامرية بمدينة الإسكندرية في مصر على تقاطع طريق القاهرة - الإسكندرية الصحراوي وطريق الكافوري - برج العرب الجديدة، وهي جزء من أراضي الدولة يدخل ضمن حدودها السياسية ويخضع لسلطتها الإدارية.
تختلف أوجه التعامل الخاصة بحركة البضائع دخولاً إليها وخروجاً منها جمركياً واستيرادياً ونقدياً إلى غيرها من أوجه التعامل عن الإجراءات المطبقة داخل البلاد على مثل هذه المعاملات. وتبلغ مساحتها 5700000 متر مربع وتبعد مسافة 20 كم عن ميناء الإسكندرية و15 كم عن مطار برج العرب الدولي

## أهم مزايا المناطق الحرة
- حرية اختيار مجال الاستثمار.
- حرية تحويل الأرباح والمال المستثمر.
- حرية الاستيراد من السوق المحلي أو الخارجي.
- حرية تسعير المنتجات من السلع والخدمات.
- حرية الاستيراد والتصدير دون القيد بسجل المصدرين والمستوردين.
- عدم وجود قيود على جنسية رأس المال.
- عدم وجود حدود على حجم رأس المال.
- عدم خضوع واردات وصادرات المشروع للقواعد الاستيرادية والجمركية المطبقة داخل البلاد.
- يُمنح المستثمرون الأجانب تسهيلات للإقامة داخل البلاد.[15]
- يُمنح العاملون الأجانب بالمشروع تصاريح إقامة بناء على طلبه.
- إعفاءات الأصول الرأسمالية للمشروع ومستلزمات الإنتاج من الضرائب والرسوم الجمركية.
- إعفاء واردات وصادرات المشروع من وإلى الخارج من الضرائب والرسوم الجمركية.
- إعفاء كامل المكونات المحلية من الرسوم الجمركية في حالة البيع للسوق المحلية.
- إعفاء السلع الواردة ضمن تجارة الترانزيت محددة الوجهة من رسم المنطقة الحرة فور ورودها.[16]

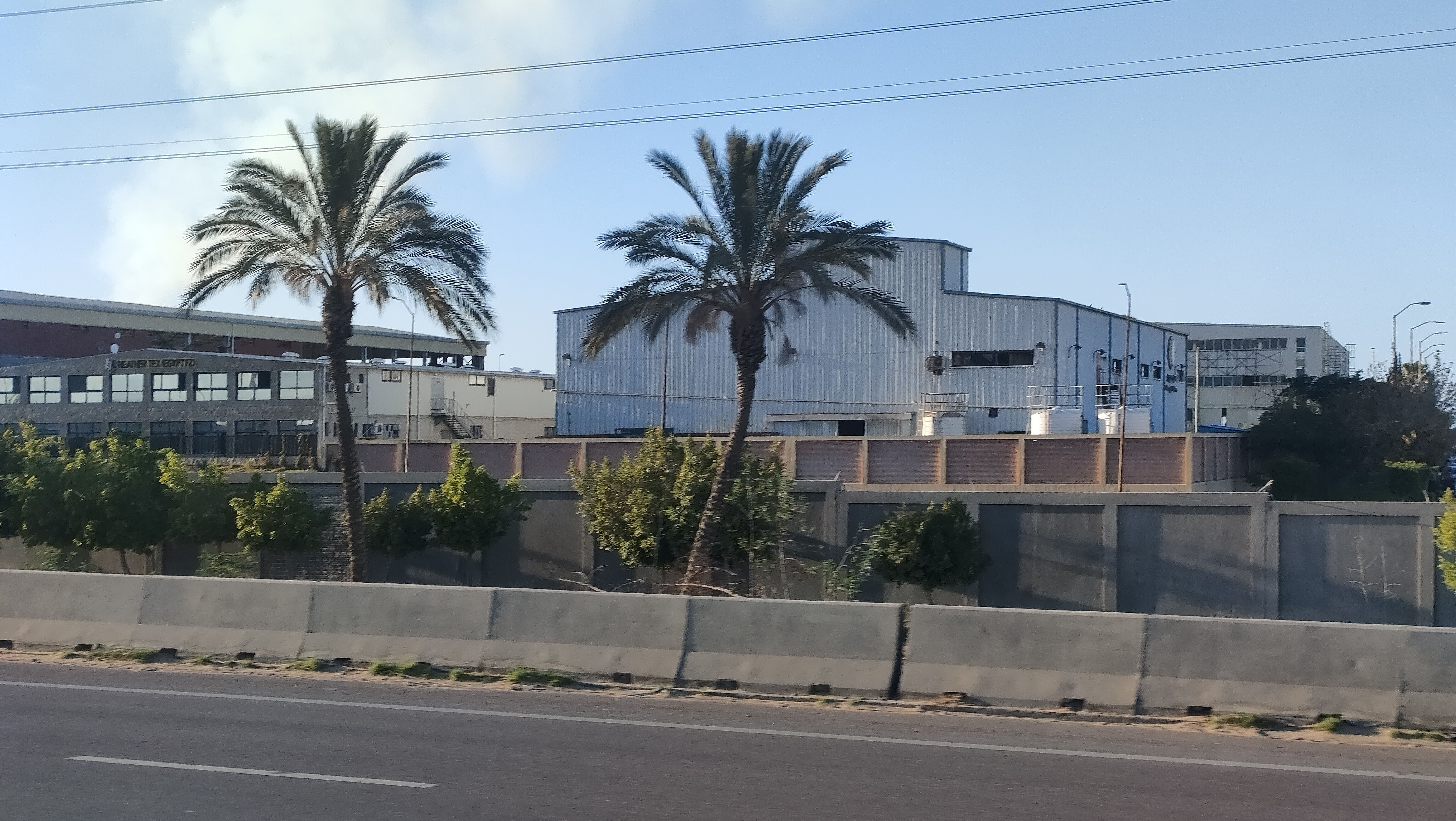
مصانع بالمنطقة الحرة

## وصلات خارجية
- وزارة العمل.
- الهيئة العامة للاستثمار والمناطق الحرة